# Ballantine’s
Ballantine's – marka szkockiej whisky typu blended, produkowana pierwotnie przez firmę George Ballantine & Son Ltd., która została założona w 1827 roku przez George’a Ballantine’a. W jej skład wchodzi ponad 40 rodzajów szkockich whisky słodowych i zbożowych z 4 regionów Szkocji: Speyside, Highlands, Islay oraz Lowlands. Ballantine’s dojrzewa wyłącznie w dębowych beczkach po burbonie.

## Historia
George Ballantine był jednym z pionierów tworzenia whisky typu blended. W 1827 roku otworzył swój pierwszy sklep w Edynburgu, w którym oferował wybór whisky własnej produkcji. Przez kolejne 10 lat popyt na whisky znacznie wzrósł, co zachęciło George’a do otwarcia kolejnego sklepu w Glasgow. Pierwszy sklep przekazał pod opiekę najstarszemu synowi, Archibaldowi. Popularność whisky Ballantine'a przyczyniła się do zaangażowania w interesy również młodszego syna – George’a juniora. W późniejszym okresie działalności rodzina zaczęła eksportować swój alkohol.  
W 1881 roku po śmierci ojca, firmę przejął i nadal rozwijał George junior, aż do 1919 roku, kiedy to wykupili ją Barclay & McKinlay. Nowy właściciel bazował na reputacji marki Ballantine’s, a kiedy wymagane były większe zasoby, firmę przejął kanadyjski koncern Hirama Walkera – Gooderham and Worts (1937). W tym samym roku firma otrzymała znak herbowy King of Arms, który do dziś widoczny jest na każdej butelce whisky Ballantine’s.
Koncern Hirama Walkera – Gooderham and Worts w celu zapewnienia stałego dostępu składników mieszanki, wykupił destylarnie w Miltonduff i Glenburgie oraz wybudował nową w Dumbarton – odtąd największą w Europie. W latach 60. firma rozpoczęła sprzedaż na nieeksploatowanym do tej pory europejskim rynku. 
Wysoka popularność szkockich whisky przyczyniła się do szybkiego wzrostu marki. Whisky Ballantine’s została okrzyknięta numerem jeden wśród marek whisky w Europie i trzecim na świecie. W Korei Południowej do tej pory pozostaje liderem w kategorii super-premium. W 1988 roku firma została częścią koncernu alkoholowego Allied Domecq.
Począwszy od 2002 roku, produkcja przeniosła się z destylarni Dumbarton do Strathclyde Grain w Gorbals. W 2005 roku marka Ballantine’s została przejęta przez grupę alkoholową Pernod Ricard. Nadal podtrzymuje silny związek z magazynami w Dumbarton i pobliską fabryką butelek.

## Herb
Za reprezentację oraz krzewienie ducha i tradycji Szkocji w 1938 roku marka otrzymała herb rodu Ballantine od Lorda Lyona. Zasługa ta sprawia, że Ballantine’s został włączony do grona marek „Noblesse of Scotland” (Szlachty Szkocji).
Herb Ballantine’s przedstawia cztery elementy symbolizujące produkcję whisky - snop jęczmienia, omszały strumień, alembik i beczkę. Po prawej i lewej stronie herbu znajdują się białe rumaki trzymające szkockie flagi. W górnej części widoczny jest gryf – pół lew, pół ptak z mieczem symbolizującym waleczność Szkotów. Pod herbem umieszczono napis po łacinie – motto rodziny Ballantine: „Amicus Humani Generis”, co oznacza „Przyjaciel rodzaju ludzkiego”. Herb ten do dziś umieszczany jest na każdej butelce whisky Ballantine’s.

## Produkcja whisky
Ballantine’s to whisky typu blended, w której skład wchodzi ponad 40 rodzajów szkockich whisky z czterech regionów Szkocji: Speyside, Highlands, Islay oraz Lowlands. Na jej charakter szczególnie wpływają whisky słodowe powstające w jednej z najstarszych destylarni w regionie Speyside, a mianowicie Glenburgie nadającej mieszance smak jabłek i gruszek. Miltonduff – kolejna destylarnia uzupełnia Ballantine’s o nuty kwiatowe, ziołowe oraz dodaje delikatną nutę wanilii. Z kolei malt whisky powstające w destylarni Scapa nadają jej kremową słodycz. 
Whisky Ballantine’s dojrzewa w dębowych beczkach po burbonie przez minimum trzy lata. Leżakowanie przez ten czas jest niezbędnym warunkiem do nazywania trunku whisky szkocką. Rodzaj beczek wpływa na charakterystyczną barwę, smak i aromat whisky Ballantine’s. Rocznie z beczek ulatnia się ok. 2-3% trunku (tzw. dywidenda dla aniołów). W ostatniej fazie produkcji mistrz kupażowania (Master Blender) miesza różne whisky w odpowiednich proporcjach, aby zachować ich unikalność i wzmocnić charakter trunku. Obecnym Master Blenderem marki Ballantine’s jest Sandy Hyslop, piąty Master Blender w historii firmy.

## Warianty

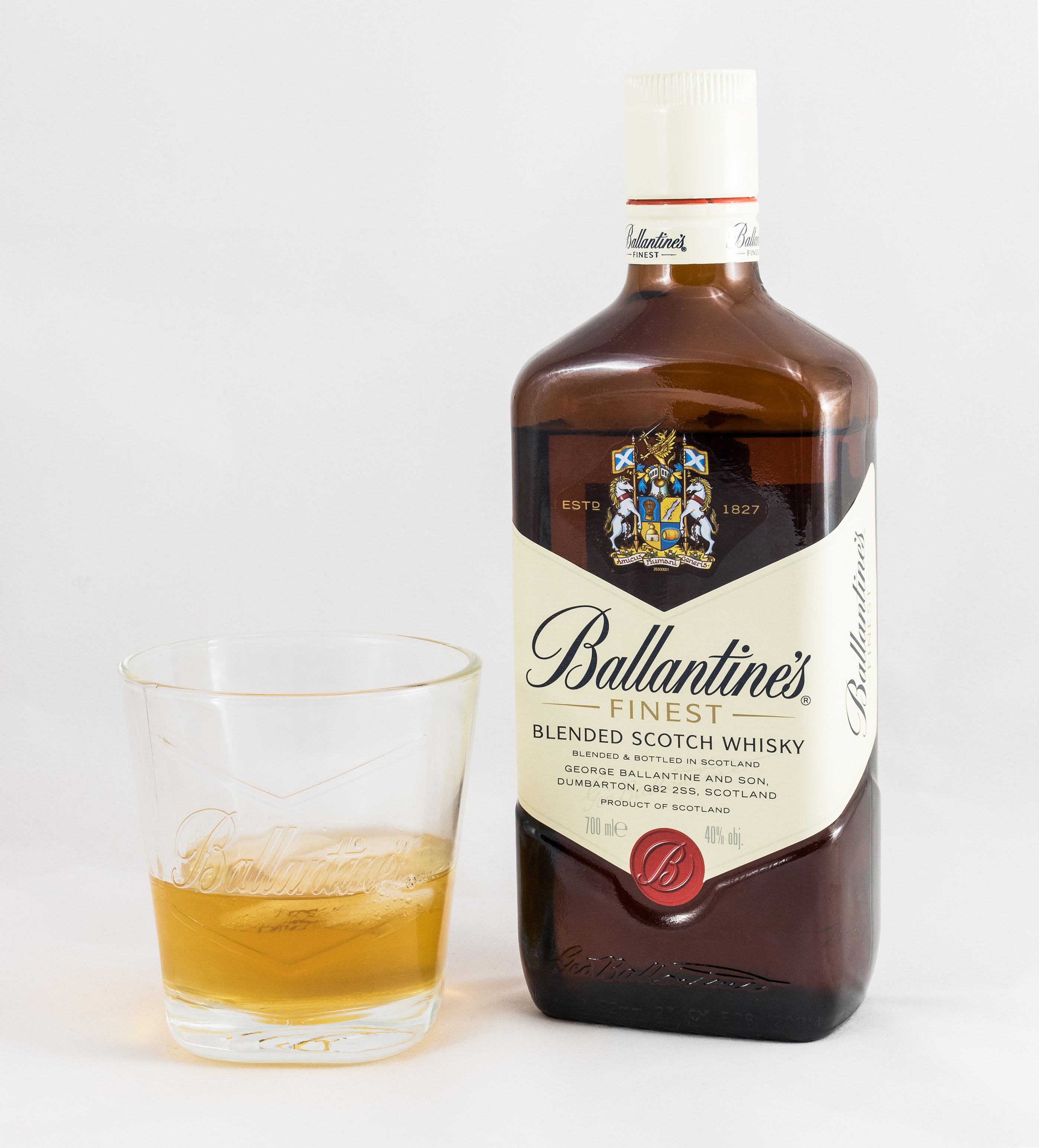
Ballantine's Finest

Ballantine’s posiada w ofercie siedem wariantów whisky, różniących się wiekiem i charakterystyką:
- Ballantines's Finest
- Ballantine’s Brasil
- Ballantine's 12 Years Old

+ Ballantines the Miltondaff 15 years
- Ballantine's 17 Years Old
- Ballantine's 21 Years Old
- Ballantine's 30 Years Old

+Ballantines Label NO.4 40 years
Oprócz wymienionych wariantów, w ofercie Ballantine's znajduje się również Ballantine's Passion – whisky o unikalnym, owocowym profilu, w której wyczuwalne są akcenty marakui, brzoskwini i wanilii. Jest to propozycja dla osób ceniących lekkie i orzeźwiające smaki.

## Nagrody i wyróżnienia
Ballantine's Finest
- Srebrny Medal w konkursie The Scotch Whisky Masters (2012, 2010)
- Złoty Medal w konkursie The Scotch Whisky Masters (2011, 2009)
- Srebrny Medal w konkursie International Wine and Spirits Challenge (4 lata z rzędu - 2012, 2011, 2010, 2009)
- Srebrny Medal w konkursie International Spirits Challenge (3 lata z rzędu - 2012, 2011, 2010)
- Wyróżnienie w Jim Murray's Whisky Bible (5 lat z rzędu - 2009, 2010, 2011, 2012, 2013)

Ballantine's 12-letni
- Srebrny Medal i wyróżnienie w konkursie International Wine and Spirits Challenge (2012)
- Srebrny Medal w konkursie International Spirits Challenge (5 lat z rzędu - 2012, 2011, 2010, 2009, 2008)
- Brązowy Medal w konkursie International Wine and Spirits Challenge (2011)
- Srebrny Medal w konkursie The Scotch Whisky Masters (2011)
- Złoty Medal oraz wyróżnieni „Najlepszy w kategorii” w konkursie International Wine and Spirits Challenge (2009)
- Złoty Medal w konkursie The Scotch Whisky Masters (2009)
- Srebrny Medal w konkursie International Wine and Spirits Challenge (2009, 2008)

Ballantine's 17-letni
- Złoty Medal w konkursie International Wine and Spirits Challenge (2012)
- Tytuł Mistrza w konkursie The Scotch Whisky Masters (2012)
- Złoty Medal oraz wyróżnieni „Najlepszy w kategorii” w konkursie International Wine and Spirits Challenge (2011)
- World Whisky of the Year (Jim Murray's Whisky Bible, 2011)
- Złoty Medal w konkursie The Scotch Whisky Masters (2011, 2009)
- Srebrny Medal w konkursie International Spirits Challenge (3 lata z rzędu: 2010, 2009, 2008)
- Srebrny medal w konkursie The Scotch Whisky Masters (2010)
- World Whisky of the Year (Jim Murray's Whisky Bible, 2011)
- Scotch Blended Whisky of the Year (Jim Murray's Whisky Bible, 2010)
- Złoty Medal w konkursie International Spirits Challenge (2010)
- Srebrny Medal oraz wyróżnieni „Najlepszy w kategorii” w konkursie International Wine and Spirits Challenge (2009, 2008)

Ballantine's 21-letni
- Srebrny Medal w konkursie International Spirits Challenge (5 lat z rzędu: 2012, 2011, 2010, 2009, 2008)
- Srebrny Medal oraz wyróżnieni „Najlepszy w kategorii” w konkursie International Wine and Spirits Challange (2012)
- Złoty Medal w konkursie The Scotch Whisky Masters (2010, 2009)
- Złoty Medal w konkursie International Wine and Spirits Challenge (2010)
- Srebrny Medal w konkursie International Wine and Spirits Challenge (2009, 2008)

Ballantine's 30-letni
- Tytuł Mistrza w konkursie The Scotch Whisky Masters (2012)
- Srebrny Medal oraz wyróżnieni „Najlepszy w kategorii” w konkursie International Wine and Spirits Challenge (2012)
- Złoty Medal w konkursie International Spirits Challenge (2012)

## Sposób podania
Tradycyjnie whisky podaje się samą, z odrobiną wody lub na lodzie, sprawdza się jednak również w połączeniach z owocami, soft drinkami oraz w klasycznych drinkach, takich jak Whisky Sour czy w koktajlach podawanych na gorąco.